# 伯纳德·马奎尔
伯纳德·马奎尔，S.J.（英語：Bernard A. Maguire，1818年2月11日—1886年4月26日）是爱尔兰裔美国天主教神父和耶稣会士，曾两度出任乔治城大学校长。他生于爱尔兰，六岁时随家人移民美国并定居马里兰州。马奎尔先在弗雷德里克的圣约翰学院求学，于1837年加入耶稣会。后进入乔治城大学深造并留校任教，还多次担任教长，直到1851年晋铎祭司。
1852年，马奎尔当选喬治城大學校長。评论认为他的任期整体工作出色，学校建起新校舍，学生人数增加，预科部同乔治城学院分离。1858年任期结束后，他在华盛顿哥伦比亚特区、马里兰州和弗吉尼亚州布道并传教，以善于传道闻名。乔治城大学在南北战争期间遭受重创，战争结束后马奎尔于1866年再度当选校长。此次任期临近尾声时，经过长期计划的乔治城法学院终于落成。1870年任期结束后，他继续周游全国传教，最终于1886年在费城谢世。

## 早年经历
1818年2月11日，伯纳德·马奎尔在大不列颠及爱尔兰联合王国朗福德郡埃奇沃思镇（Edgeworthstown，今属爱尔兰）出生，并于六岁那年和父母移民美国，在马里兰州弗雷德里克附近定居，父亲在此参与切萨皮克和俄亥俄运河建设。天主教神父约翰·麦克埃罗伊（John McElroy）定期到马奎尔及其他参与运河修筑的居民家中拜访，觉得马奎尔很有圣职天分，想确保孩子获得教育。麦克埃罗伊是弗雷德里克耶稣会学校圣约翰学院（Saint John's College）校长，经他安排，马奎尔进入该校求学，师长包括维吉尔·贺拉斯·巴伯（Virgil Horace Barber）教授。伊诺克·路易斯·洛（Enoch Louis Lowe）是马奎尔的同班同学，两人成绩通常不是第一便是第二，还曾一起参加宣讲。

### 耶稣会
1837年9月20日，马奎尔加入耶稣会，并在弗雷德里克开始耶稣会士见习期，接受弗朗西斯·齐泽罗辛斯基（Francis Dzierozynski）监督。接下来他开始在乔治城大学接受高等教育，1839至1840年研习修辞学，1840至1841年钻研哲学。学习哲学期间，他还出任该校教长。1842至1843学年，马硅尔暂停在乔治城大学的学业，到圣约翰学院教授数学并担任教长，同时负责监督学校图书馆和博物馆。接下来他返回乔治城大学，于1845至1846学年讲授语法、数学和法语课程。停止教授语法课程后，马奎尔再度当上教长。
1846年，马奎尔开始学习神学，准备出任圣职。他在1849至1850学年暂停学习，回到乔治敦大家与学生问答教义。此时学校爱民社（Philodemic Society）和第一教长对该社何时能召集会议的问题存在分歧，学生间关系紧张，时有冲突发生。随着局势升级，第一教长布加德·维利格（Burchard Villiger）将三名学生开除，在学生中激起轩然大波。部分学员认为教长此举等于是要开除所有涉及争议的学生，共40人为此离开乔治城大学，住进华盛顿哥伦比亚特区的旅店。他们致信教长，要求学校准许他们回校并不施加任何处罚，同时另选他人担任第一教长。
僵局的消息传到地方报社后，马奎尔与学生面谈，说服他们和平返校。最终学生同意无条件返回并发布道歉声明。维利塔在此期间辞去第一教长职务，马奎尔获选继任。1851年9月27日，里士满主教约翰·麦吉尔（John McGill）晋铎马奎尔为祭司。

## 喬治城大學校長

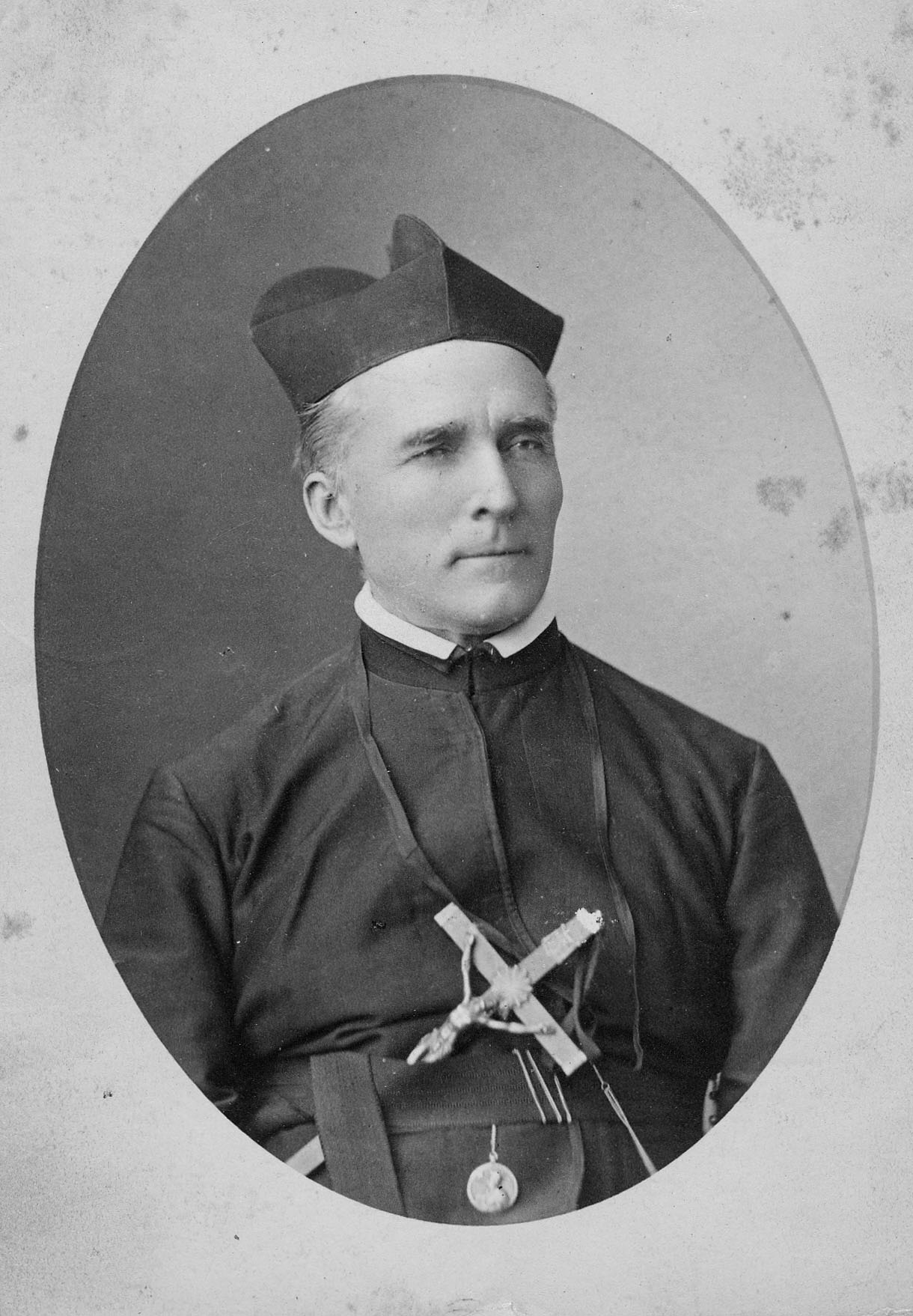
马奎尔的照片

马奎尔的修戒期是1851至1852年，由费利克斯·西卡特里（Felix Cicaterri）监督。1852年12月，马奎尔获选继任查尔斯·亨利·斯通斯崔特（Charles H. Stonestreet）的喬治城大學校長职务。不久，耶稣会总会长通过董事会确认马奎尔当选，后者于1853年1月25日正式就职。马奎尔担任校长期间以严厉闻名，但深受学生青睐。部分学生对教长制订的纪律要求不满，马奎尔又不愿干涉教长工作，于是这些学生再度闹事，用石头和墨水瓶砸破窗户。马奎尔在次日的早餐会上呼吁学员重视自身荣誉，事态迅速平息，六名学生因此被开除。
马奎尔推动学生参与戏剧和文学协会。1853年4月，天主教学者奥列斯·布朗森（Orestes Brownson）到访乔治城大学，1854年的学位授予典礼迎来美国总统富兰克林·皮尔斯出席。1854年12月6日，乔治城大学发生火灾，将裁缝和鞋匠的工作棚烧毁，幸得副校长夜间及时发现后叫醒他人救火才没有继续蔓延。
选择乔治城大学的学生大幅增多，学校虽有新建校舍，但仍迫切需要更多宿舍。马奎尔想要新建校舍，但因1857年經濟危機无法落实。经济危机还令学府无法大幅扩充师资。有历史学家认为，马奎尔出任喬治城大學校長的任期整体工作出色。1858年10月5日，他的任期告一段落，由约翰·厄尔利继任。

### 预科部

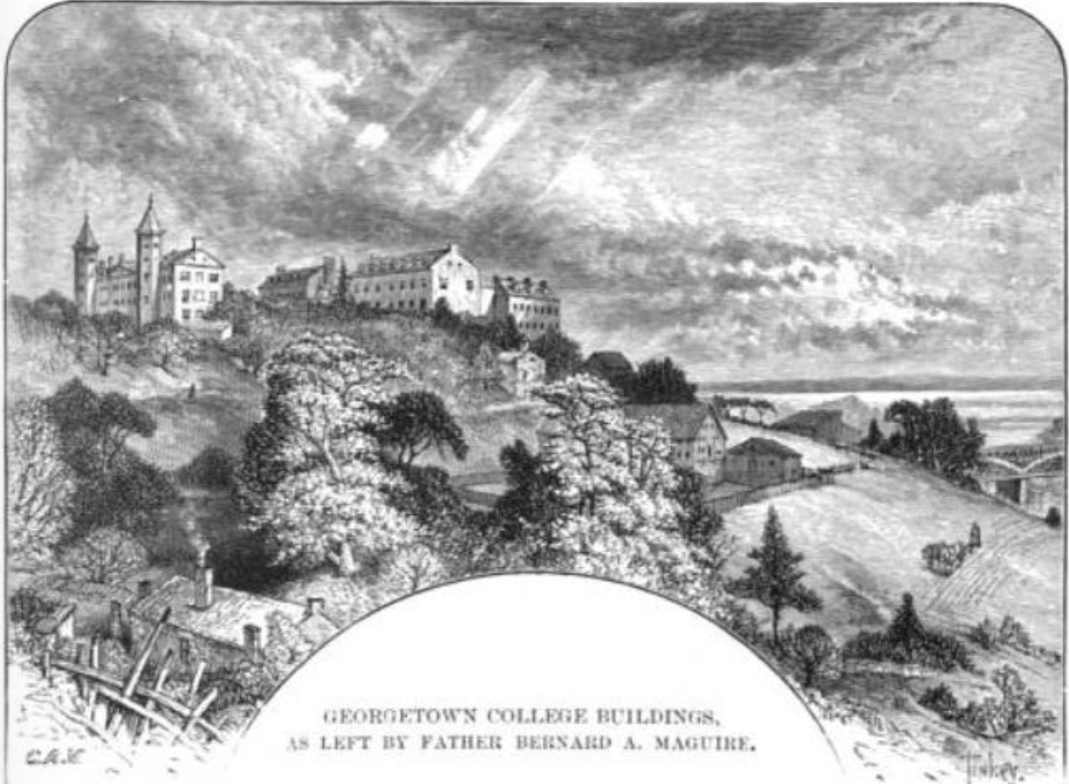
马奎尔第一个校长任期结束时的乔治城大学校园

马奎尔担任校长期间，乔治城大学的设施得到多项改善。1851年，乔治城学院（Georgetown College）同预科部（后来的乔治城预科学校）分拆，这主要是因为学生年龄差异大的不利影响，年长的学生对年幼学生有负面影响，年幼学生反过来又会导致年长学生不愿到乔治城大学接受高等教育。1852年，预科部进一步分拆，为年幼的学生另建宿舍，1856年又开始施行独立学术课程安排。这些措施令大学生入学人数显著增长。
1854年6月，预科部专用楼房开工，大楼共有五层，与东西两侧的建筑相连，拥有娱乐室、公共大厅、教室、自习室和宿舍。预科部大楼在1855年初建成，耗资两万美元，外观比多年前的设想更平和。楼内不再使用老式油灯，改配新式煤氣燈，大楼后来更名马奎尔礼堂。

## 神父
第一个校长任期结束后，马奎尔于1858年受命前往巴爾的摩圣若瑟教堂出任神父。虽是首次独立从事传教工作，但他很快就以善于宣讲闻名。1859年，他被调到华盛顿哥伦比亚特区圣内思教堂（St. Aloysius Church），在此期间他传道的名声显著增长，许多新教徒听过他布道后改信天主教。1864年末，马奎尔离开圣内思教堂前往马里兰州弗雷德里克，开始在马里兰州和弗吉尼亚州各地奔走传教，同样促使许多人改信天主教，其中包括后来加入耶稣会并任波士顿学院校监的托马斯·H·斯塔克（Thomas H. Stack）。

## 返回乔治城大学

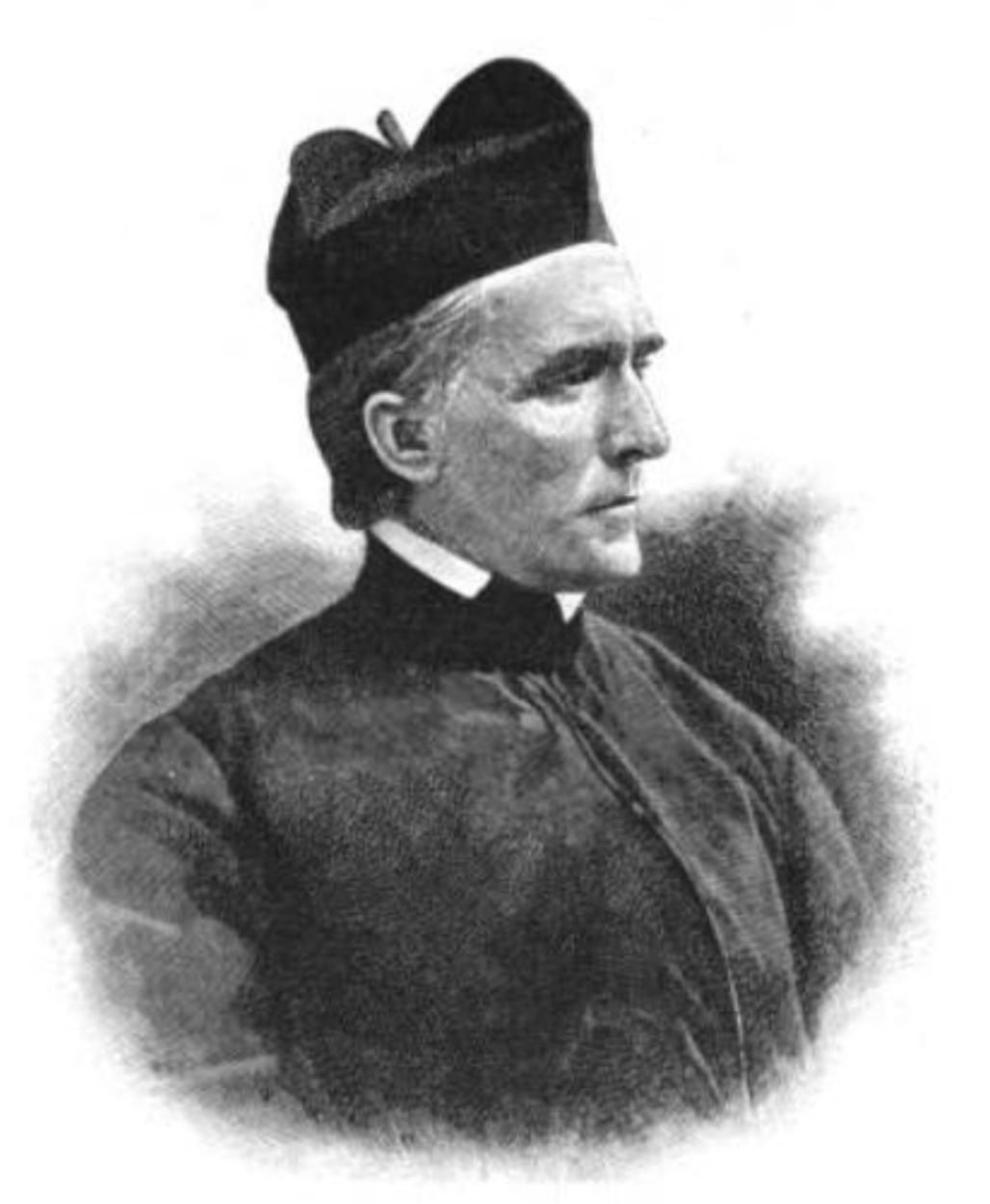
马奎尔侧面肖像

1866年1月1日，马奎尔再度当选喬治城大學校長，接替约翰·厄尔利。大学因南北战争遭受重创，入学人数在战争期间锐减，马奎尔上任时校内已经没有多少学生。1859至1861年间，学生人数从313大跌至17，财务状况岌岌可危。马奎尔的任期接近尾声时，学生人数已经反弹。大学校园也因战争变得面目全非，马奎尔就觉得战争几乎把校园完全摧毁。1866学年在7月结束后，他马上开始修复并扩建联邦军充当營房和军事医院而受损的校园建筑，并在三个月内完成。马奎尔还将分别代表联邦军和联盟军的蓝色与灰色定为乔治城大学校色，象征战争结束后的民族团结。
厄尔利担任校长期间，乔治城大学就曾考虑设立法学院，但构想因战争搁置。经帕特里克·弗朗西斯·希利（后来也成为喬治城大學校長）推动，学校在马奎尔上任后再度考虑原有设想，1869年时已形成初步方案。1870年3月，大学董事会批准建立乔治城法学院。乔治城大学医学院基本保持自主运作，但马奎尔希望法学院能与与其他院系保持更紧密的联系。他亲自挑选首批共六名教师，并在1870年6月的大学毕业典礼上宣布成立新学院。同年十月，乔治城法学院开始上课。
1869年，尤利西斯·辛普森·格兰特总统出席乔治城大学学位授予典礼并亲自向学员授予学位。同年，专门培训耶酥会士从事圣职的经院从乔治城大学搬到巴尔的摩伍德斯托克（Woodstock），后成为独立的伍德斯托克学院（Woodstock College）。1869年，马奎尔的身体状况已开始恶化，新任地方会长约瑟夫·凯勒（Joseph Keller）因此同罗马的总会长商议潜在继任人选。马奎尔的任期在1870年7月结束，厄尔利再度继任。

## 晚年
第二个校长任期结束后，马奎尔回到圣内思教堂担任神父，此后定期布道直至1875年5月退休。他继续传教，在加拿大和旧金山讲道。因健康状况进一步恶化，他在1884年辞去传教职务。
1886年4月，刚在巴尔的摩升天大教堂引领三日庆典的马奎尔赶到费城，在老圣若瑟教堂（Old St. Joseph's Church）带领受难日退修會。他在退修会第三天病倒并被送入圣若瑟医院，于1886年4月26日谢世。他的安魂彌撒在圣内思教堂举行，遗体葬于乔治城大学耶稣会社区公墓（Jesuit Community Cemetery）。

### 脚注
1. ↑  J. A. M. 1887，第3頁
2. 1 2 3  J. A. M. 1887，第4頁
3. 1 2 3 4  Curran 1993，第158頁
4. 1 2 3 4 5 6  J. A. M. 1887，第5頁
5. 1 2  Easby-Smith 1907，第86頁
6. 1 2  Curran 1993，第185頁
7. 1 2  Easby-Smith 1907，第87頁
8. ↑  Shea 1891，第178頁
9. ↑  Shea 1891，第179頁
10. 1 2 3 4  Curran 1993，第159頁
11. ↑  Shea 1891，第181頁
12. ↑  Shea 1891，第183頁
13. ↑  Shea 1891，第184頁
14. ↑  Curran 1993，第138頁
15. 1 2  J. A. M. 1887，第6頁
16. ↑  Curran 1993，第158–159頁
17. 1 2 3 4 5  J. A. M. 1887，第7頁
18. ↑  Curran 1993，第266頁
19. ↑  Shea 1891，第214頁
20. ↑  Curran 1993，第404頁
21. 1 2 3 4  Hollister 1998，第175頁
22. ↑  Easby-Smith 1907，第108頁
23. ↑  Easby-Smith 1907，第107頁
24. ↑  Georgetown Law Journal 1920，第15, 66頁
25. ↑  Curran 1993，第272頁
26. ↑  Georgetown Law Journal 1920，第12頁
27. ↑  Shea 1891，第224頁
28. ↑  Easby-Smith 1907，第111頁
29. ↑  Curran 1993，第280頁
30. ↑  Curran 1993，第254頁
31. ↑  J. A. M. 1887，第8頁
32. ↑  J. A. M. 1887，第9頁
33. ↑  Shea 1891，第234頁